# Lijst van voetbalinterlands Bulgarije - Litouwen (vrouwen)
Deze lijst van voetbalinterlands is een overzicht van alle officiële voetbalinterlands tussen de nationale vrouwenteams van Bulgarije en Litouwen. De landen hebben tot nu toe vier keer tegen elkaar gespeeld.

## Wedstrijden
| № | Plaats      | Datum             | Competitie               | Wedstrijd            | Uitslag |
| - | ----------- | ----------------- | ------------------------ | -------------------- | ------- |
| 1 | Kaunas      | 10 september 1993 | EK 1995 kwalificatie     | Litouwen − Bulgarije | 0 − 1   |
| 2 | Blagoëvgrad | 13 oktober 1993   | EK 1995 kwalificatie     | Bulgarije − Litouwen | 1 − 1   |
| 3 | Alanya      | 19 februari 2022  | Turkish Women's Cup 2022 | Bulgarije − Litouwen | 2 − 3   |
| 4 | Sofia       | 6 april 2023      | Vriendschappelijk        | Bulgarije − Litouwen | 3 − 0   |

## Samenvatting
| Competitie          | Totaal gespeeld | Winst Bulgarije | Gelijk | Winst Litouwen | Doelsaldo Bulgarije – Litouwen |
| ------------------- | --------------- | --------------- | ------ | -------------- | ------------------------------ |
| EK-kwalificatie     | 2               | 1               | 1      | 0              | 2 − 1                          |
| Turkish Women's Cup | 1               | 0               | 0      | 1              | 2 − 3                          |
| Vriendschappelijk   | 1               | 1               | 0      | 0              | 3 − 0                          |
| Totaal              | 4               | 2               | 1      | 1              | 7 − 4                          |